# Никольская церковь (Полтево)
Храм Святителя Николая (Никольская церковь) — приходской православный храм в деревне Полтево городского округа Балашиха Московской области. Построена в 1706 году в составе усадьбы Полтево. Объект культурного наследия федерального значения.

## История
Усадьба Полтево (Никольское) возникла в середине XVII века. С 1659 по 1703 год ей владели Полтевы, по фамилии которых она получила название. В 1703 году она перешла к Ф. М. Апраксину. Никольская церковь построена по его заказу. Храмозданная грамота датирована 1706 годом. Во второй половине XVIII века в усадьбе, перешедшей в 1729 году к Остерманам, были вновь построены деревянные главный дом и тёплая церковь Рождества Богородицы, не дошедшие до настоящего времени. От усадьбы, помимо церкви, сохранился только регулярный парк, памятник природы.

## Архитектура
Храм уникален как пример архитектуры рубежа двух эпох. В нём сочетаются черты нарышкинского (композиция и детали убранства) и западноевропейского барокко (декор и организация внутреннего пространства). Стиль храма иногда также определяют как голицынское барокко.
Церковь относится к типу храмов «под звоном», сложена из белокаменных блоков верстовой кладкой. В плане имеет форму вытянутого восьмиугольника, в который входят основное двусветное помещение бесстолпного храма и равные объёмы притвора и алтаря, все они имеют равную высоту. Церковь венчают последовательно убывающие световой восьмерик, сквозной ярус звона и барабан с главкой. Здание декорировано скромно, выразительны порталы с гранёной перемычкой и очельем сложного рисунка.
В интерьере храма часть внутренних стен заменена арками, однако западная арка была заложена в XIX веке из-за риска обрушения здания, пошедшего трещинами. Лестница к ярусу звона проложена в северной стене, а в южной стене ранее существовала лестница на деревянный балкон хоров с западной стороны. Частично сохранилась клеевая живопись 1884 года. Первоначальный иконостас из четырёх ярусов не сохранился.